# Chim sâu ngực đỏ thắm
Chim sâu ngực đỏ thắm (danh pháp hai phần: Prionochilus percussus) là một loài chim lá thuộc chi Prionochilus trong họ Chim sâu.
Loài này thường được tìm thấy trong Indonesia, Malaysia, Myanma, Thái Lan. Môi trường sống tự nhiên của nó là rừng đất thấp ẩm cận nhiệt đới hoặc nhiệt đới và rừng ngập mặn cận nhiệt đới hoặc nhiệt đới.